# Jacek Gyurkovich
Jacek Karol Gyurkovich (ur. 26 marca 1949 w Jaśle) – polski architekt, profesor nauk technicznych inżynier, profesor zwyczajny, w kadencjach 2012–2016 i 2016–2020 dziekan Wydziału Architektury Politechniki Krakowskiej, specjalista w zakresie
projektowania budynków mieszkalnych i społeczno-użytkowych, teorii architektury i urbanistyki.

## Życiorys
W 1971 ukończył studia na Wydziale Architektury Politechniki Krakowskiej. Tam podjął pracę w 1972. W 1983 na podstawie rozprawy pt. Wartości szkieletowych systemów konstrukcyjnych w kształtowaniu społecznie akceptowanych form zabudowy mieszkalnej otrzymał stopień naukowy doktora nauk technicznych. W 2000 na podstawie dorobku naukowego oraz rozprawy pt. Znaczenie form charakterystycznych dla kształtowania i percepcji przestrzeni. Wybrane zagadnienia kompozycji w architekturze i urbanistyce uzyskał stopień doktora habilitowanego nauk technicznych dyscyplina: architektura i urbanistyka specjalność: teoria architektury. Prezydent Bronisław Komorowski nadał mu w 2011 tytuł profesora nauk technicznych.
Od 1994 kieruje Katedrą Kompozycji Urbanistycznej, w latach 1994–1999 był prodziekanem Wydziału Architektury, w latach 2000–2006 dyrektorem Instytutu Projektowania Urbanistycznego Wydziału Architektury PK, tam pracuje jako profesor zwyczajny. Od 2012 jest dziekanem tego wydziału (w kadencjach 2012–2016 i 2016–2020). Został członkiem Komitetu Architektury i Urbanistyki Polskiej Akademii Nauk. Był także członkiem Komisji Rozwoju Miasta Krakowa Polskiej Akademii Umiejętności. W 2016 r. został odznaczony Krzyżem Kawalerskim Orderu Odrodzenia Polski. Wcześniej został uhonorowany Srebrnym (1997) i Złotym (2001) Krzyżem Zasługi.